# Thomas Truxtun
Pour les articles homonymes, voir Truxton (homonymie).
Thomas Truxtun (ou Truxton), né le 17 février 1755 près d'Hempstead et mort le 5 mai 1822, est un officier américain de la marine américaine.
Il a d'abord servi comme corsaire puis a atteint le grade de commodore à la fin du XVIIIe siècle pendant la quasi-guerre avec la France. Il fut l’un des six premiers commandants nommés dans la nouvelle marine américaine par le président George Washington. Au cours de sa carrière navale, il a commandé un certain nombre de navires navals américains célèbres, y compris l'USS Constellation et USS President. Plus tard dans la vie civile, il s'est impliqué dans la politique et a également été élu shérif.
Plusieurs navires ont été nommés USS Truxtun en son honneur, ainsi que la ville de Truxton.